# Terra, Kungälvs kommun
Terra är en bebyggelse på norra delen av Instön i Lycke socken i Kungälvs kommun. Från 2015 avgränsar SCB här en småort. Vid avgränsningen 2023 räknades den som sammanvuxen med småorten Otterlyckan som då avregistrerades.   